# 1908年民主党全国大会
1908年民主党全国大会 (1908 Democratic National Convention) は、1908年7月7日から同月10日まで開催された、4年に1度の民主党の党大会である。コロラド州デンヴァーのデンヴァー・オーディトリアム・アリーナで開催され、大会の代表らは、ウィリアム・ジェニングス・ブライアン（ネブラスカ州）を大統領候補に、ジョン・W・カーン（インディアナ州）を副大統領候補に指名した。同大会は一般に、デンヴァーの政治史・社会史における要点とされている。
1908年の党大会は、西部の州では初の、大政党によって開催された大会であった。同市は1世紀後の2008年民主党全国大会まで、指名大会の会場となることはなかった。この大会は、女性代表が参加した初の民主党大会でもあった。

## 註及び参考文献
1. ↑  CNN: Think you know your Democratic convention trivia?

- Photos of 1908 Democratic National Convention
- More Photos of 1908 Democratic National Convention
- Once Every 100 Years
- 1908's Hot Ticket was to DNC
- 1908 Gathering was Bathed in Red Lights
- The Democratic National Committee